# Liste der Naturschutzgebiete im Landkreis Weimarer Land
Im Thüringer Landkreis Weimarer Land gibt es acht Naturschutzgebiete.
| Name des Gebietes     | Bild           | Kennung | WDPA   | Landkreis / Stadt                             | Beschreibung / Bemerkungen | Standort | Fläche in Hektar | Datum der Verordnung |
| --------------------- | -------------- | ------- | ------ | --------------------------------------------- | -------------------------- | -------- | ---------------- | -------------------- |
| Diebskammer           |                | 051     | 162749 | Landkreis Weimarer Land                       |                            | Position | 73               | 1961                 |
| Großschwabhäuser Hain |                | 074     | 163385 | Landkreis Weimarer Land                       |                            | Position | 53,9             | 1996                 |
| Lohholz               |                | 067     | 164505 | Landkreis Weimarer Land, Saale-Holzland-Kreis |                            | Position | 29,2             | 1995                 |
| Maientännig           |                | 052     | 164549 | Landkreis Weimarer Land                       |                            | Position | 80,5             | 1961                 |
| Prinzenschneise       |                | 050     | 14489  | Landkreis Weimarer Land, Weimar               |                            | Position | 87,9             | 1961                 |
| Seeteich Blankenhain  |                | 325     | 165545 | Landkreis Weimarer Land                       |                            | Position | 15,4             | 1996                 |
| Südhang Ettersberg    | weitere Bilder | 323     | 165783 | Landkreis Weimarer Land, Weimar               |                            | Position | 408,3            | 1997                 |
| Weißenberg            | weitere Bilder | 152     | 166232 | Landkreis Weimarer Land                       |                            | Position | 34,8             | 1967                 |